# Explanada del Parlamento Europeo
La Explanada del Parlamento Europeo (francés: Esplanade du Parlement européen, neerlandés: Esplanade van het Europees Parlement), o simplemente el Centro Comercial (en francés: le Mail), con su parte más representativa Solidarność 1980 Esplanade, es un centro comercial peatonal en Bruselas, Bélgica, terminado en 2002.

## Ubicación
El Centro Comercial recorre la longitud central del Espace Léopold (los edificios del Parlamento Europeo en Bruselas), con el edificio Alterio Spinelli al este y los edificios Willy Brandt y József Antall al oeste, unidos al primero por la pasarela circular Konrad Adenauer que discurre sobre el Centro Comercial. El edificio de la antigua estación de ferrocarril Bruselas-Luxemburgo (véase más abajo) se ha reconvertido en centro de información y da a la Plaza de Luxemburgo/Luxemburgplein.
El propio centro comercial ocupa una antigua estación de ferrocarril subterránea, la estación de Bruselas-Luxemburgo (antes conocida como estación de ferrocarril del barrio Leopold). La pavimentación de la parte superior de la estación permitió la construcción del Parlamento y creó un enlace directo entre la plaza del Luxemburgo, al oeste, y el Parque Leopoldo, al este. La antigua entrada de la estación de ferrocarril, convertida desde entonces en parte del complejo parlamentario, ha sido sustituida por una escalera cubierta de cristal que se eleva en la parte sur del centro comercial. El extremo sur está flanqueado por bloques de apartamentos de poca altura y colinda con museos locales.

## Críticas
El Centro Comercial ha sido criticado por "no llevar a ninguna parte", ya que, aparte del Parlamento y la estación de tren, carece de vida. Las autoridades parlamentarias no quisieron compartir el solar con la iniciativa privada, principalmente por razones de seguridad, y por ello no hay comercios ni servicios en toda su longitud. Existen planes para ampliarlo a lo largo de las vías del tren hacia el norte, encontrándose con el Berlaymont en la Rue de la Loi/Wetstraat y hacia el sur, es decir, el "polo" adicional de edificios de la Comisión Europea en Auderghem. Sin embargo, la oposición residencial y los retrasos hacen que esto no sea probable y no se incluyó como opción en los recientes concursos de arquitectura.

## Diseño
El Centro Comercial es en gran parte de losa rosa claro y blanca, con el segmento sur interrumpido por zonas de césped que discurren por su centro. Se curva siguiendo el trazado de la estación de tren que hay debajo y de los edificios del Parlamento que hay encima, construidos alrededor de las vías. En la piedra del segmento norte hay unas losas de mármol grabadas en el suelo que conmemoran la primera reunión del Día Mundial de Rechazo a la Miseria, celebrada el 17 de octubre de 1987 en París. Están escritas en cuatro idiomas y contienen una cita del sacerdote y activista humanitario francés Joseph Wresinski y una conmemoración de la reunión de seguimiento del 29 de mayo de 2002 en Bruselas.
En la remodelación del Barrio Europeo, se pretende reforzar la "estatura pública" del Centro Comercial, así como las conexiones este-oeste. El extremo norte, que se corta bruscamente en la Rue Belliard/Belliardstraat, se mejorará mediante un concurso de arquitectura. También se mejorará el tramo sur, con mejores conexiones con las residencias, el parque y los museos locales. El Gobierno también busca ideas para dar más vida al centro comercial.

## Nombre
Según el Gobierno de Bruselas, el término Mall, traducido del francés le Mail, fue dado por los diseñadores debido al origen de la palabra mail. La etimología de mail remite al juego del correo (una forma de croquet) que se jugaba en la Francia del siglo XVI en un valle herboso elevado contiguo a los jardines del Palacio de las Tullerías. La proximidad del parque Leopold a la explanada, que originalmente era más alta, llevó a los diseñadores a aplicar el término.
La parte central y más representativa del Mall se denominó explanada "Solidarność 1980" y discurre paralela a la Rue de Trèves/Trierstraat entre la Chaussée de Wavre/Steenweg op Waver y la Rue Belliard. Alude al movimiento sindical y social Solidarność, símbolo de la lucha contra el Telón de Acero por haber desempeñado un papel central en el fin del régimen comunista represivo de Polonia en 1989.

## Eventos
El 3 de junio de 2010, la Presidencia belga del Consejo de la Unión Europea organizó un evento de danza, espectáculo y concierto en la Explanada y la Plaza de Luxemburgo, invitando al público. Entre los artistas que actuaron en el escenario erigido en el Ágora de la Solidaridad se encontraban Brian Molko, Stromae y Sandra Kim. La celebración, bajo el lema "I ♥ EU" (pronunciado "te quiero"), terminó con un espectáculo de fuegos artificiales y una "fiesta nocturna a cargo de un DJ de primera". La televisión belga retransmitió el acto, que también pudo verse a través de la red de Eurovisión y en el sitio web de la Presidencia.